# José Manuel Pérez Rubio
José Manuel Pérez Rubio (10 de septiembre de 1999) es un deportista de España que compite en atletismo. Ganó una medalla de oro en el Campeonato Europeo de Atletismo Sub-23 de 2021, en la prueba de 20 km marcha, y otro oro por equipos en la misma distancia del Campeonato Europeo por Equipos de 2025.